# Famille Hache
Pour les articles homonymes, voir Hache (homonymie).
La famille Hache est une célèbre famille d'ébénistes grenoblois.

## Le fondateur
Noël Hache (1630 - août 1675), fils d'un maître boulanger ne suit pas les traces de son père et s'initie à la technique du placage dans un atelier d'un maître de Calais. Cette région du Nord subit l'influence directe des marqueteurs nordiques d'Anvers et Amsterdam.
Peut-être entreprend-il un "tour de France", selon l'habitude de l'époque avant de s'établir à Toulouse. Il reste quelque temps compagnon chez un maître menuisier, avant d'obtenir l'autorisation d'ouvrir son propre atelier d'ébénisterie malgré les réticences de la corporation. À côté du bois d'ébène il introduit dans la marquèterie les bois de santal, d'ivoire, de rose, de violette, de Brésil.
Il meurt en août 1675. Sa veuve épouse un menuisier ébéniste qui reprend l'atelier à son compte. Un de ses fils, Charles, restera longtemps compagnon dans le propre atelier de son père. Le plus âgé, Thomas, considérant que son avenir est compromis choisit une autre voie.

## Installation à Grenoble

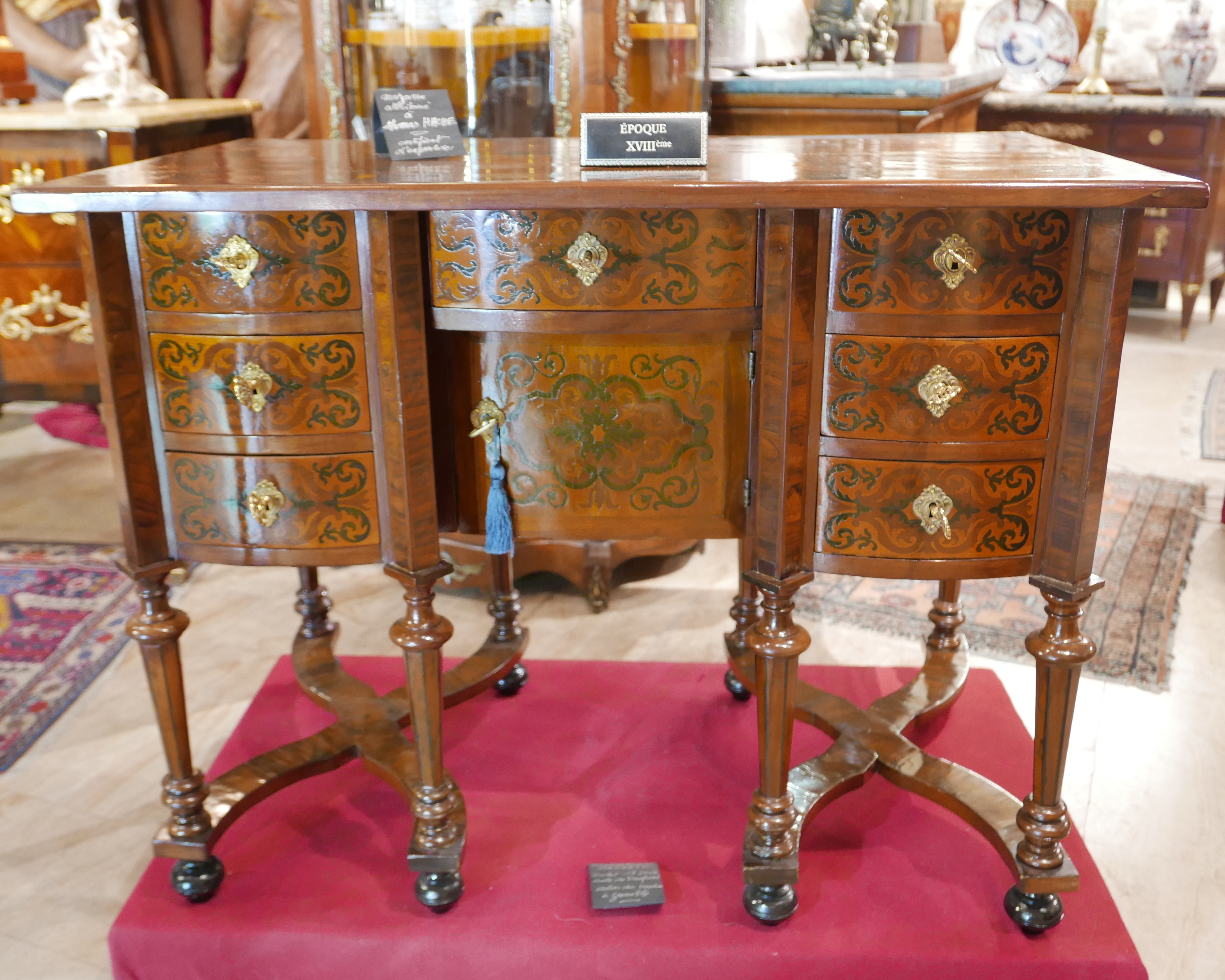
Hache Thomas, bureau Mazarin.

Thomas Hache (28 novembre 1664- 13 mai 1747) se retrouve à Chambéry, ville appartenant alors à la maison de Savoie. Il y travaille comme compagnon et y apprend le décor à l'italienne: ornementation aux couleurs variées, enroulements végétaux, feuilles d'acanthe, entrelacs et autres arabesques.
Il s'installe à Grenoble vers 1695 où il entre comme compagnon dans l'atelier de Michel Chevalier, maître ébéniste. Ce dernier décède en 1697 et Thomas épouse sa fille deux ans plus tard. À l'époque, il est difficile de percer dans ces corporations très fermées. Le titre de maître est protégé par les jurandes et ne s'acquiert qu'après de longues années d'apprentissage, puis de compagnonnage, et enfin par la production d'un chef-d'œuvre. Il faut de plus payer des droits inaccessibles pour beaucoup de compagnons. Ce mariage est donc un moyen d'ascension sociale pour Thomas et il reprend officiellement l'atelier à partir de 1700.
Au cours des deux premières décennies du XVIIIe siècle, on assiste à une évolution du style Louis XIV au style Régence. Le mobilier s'allège. Thomas Hache y gagne sa notoriété et obtient en 1721 le brevet d'ébéniste ordinaire du duc Louis d'Orléans, gouverneur du Dauphiné. Il sera également garde du duc d'Orléans.

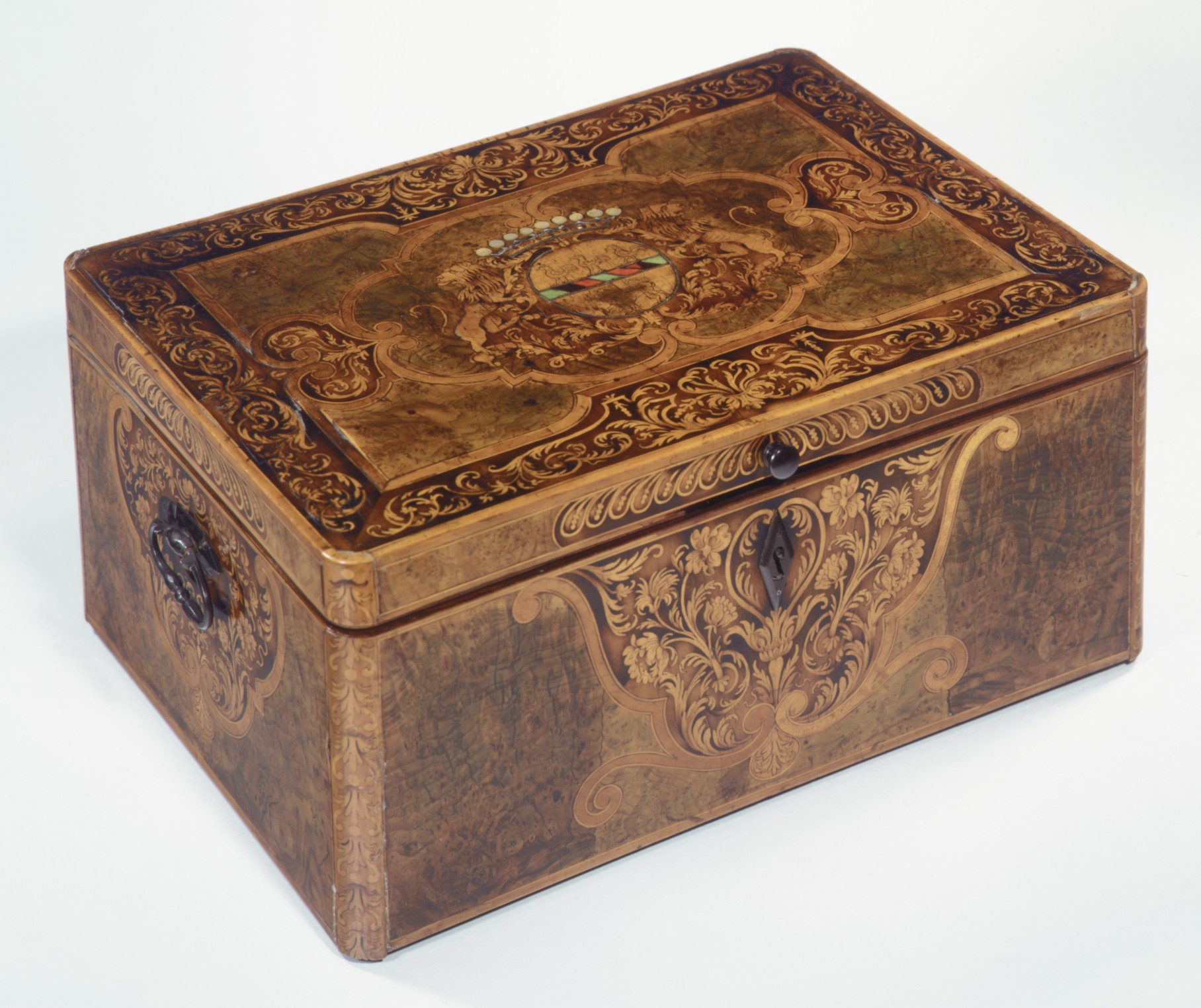
Pierre Hache - 1740.

En 1705, naît son fils unique, Pierre Hache (29 décembre 1705, à Grenoble-10 avril 1776 à Grenoble). Pierre épouse Marguerite Blanc ; douze naissances vont se succéder de 1726 à 1748,. Les commandes affluent et l'atelier peut faire vivre aisément la vaste famille. Aux meubles prestigieux s'ajoutent des ouvrages de menuiserie (portes cochères, sculpture sur bois, etc.). La qualité progresse pareillement dans la recherche de l'harmonie entre la forme et le motif, ce qui réclame une grande précision d'exécution. À la fin de cette période, on voit Thomas, son fils Pierre et son petit-fils Jean-François travailler dans le même atelier.

## L'apogée
Thomas meurt le 13 mai 1747. La même année, Pierre fait l'acquisition d'une propriété campagnarde à Brié-et-Angonnes, témoignage de la prospérité de la dynastie. Il fait usage dès cette époque d'estampilles pour identifier les meubles créés par l'atelier.
Associé étroitement à son fils Jean-François, il embauche plusieurs compagnons, mais organise l'atelier pour préserver les secrets de fabrication notamment pour les teintures de bois verdi ou de noyer rougi. Les compagnons sont astreints aux tâches de menuiserie ; le placage, la marqueterie et les incrustations sont réservés au maître ou à son fils. Jusqu'en 1760, c'est la main de Pierre qui influence une production dans le style Régence, voire Louis XIV ornée de motifs à l'italienne.
Jean-François Hache, dit l’aîné (10 janvier 1730 - 19 août 1796) fils du précédent, est le plus célèbre de la dynastie. En 1756, il fait un séjour de quatre mois à Paris. Il est peut-être en contact avec Jean-François Oeben, l'ébéniste de Louis XV, ou au moins peut-il étudier la production du maître. De retour à Grenoble, il prend progressivement le relais de son père et impose à partir de 1760 les formes plus élancées du style Louis XV. Les pieds s'allongent en courbures souples terminées par des sabots. Il simplifie le maniérisme de son père et impose des grands cartouches contournés sobrement. Il réalise des marqueteries en mosaïque. 

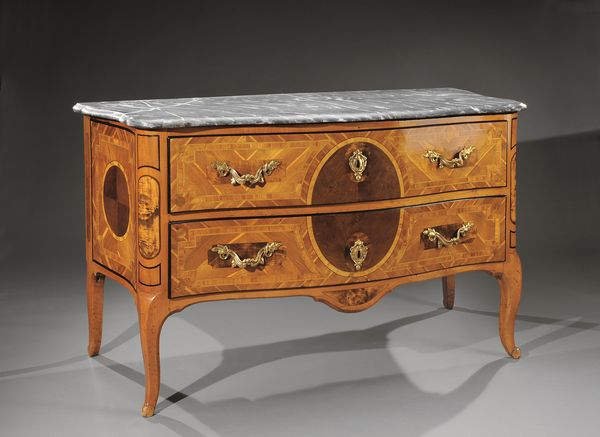
Commode galbée sur trois faces - Jean-François Hache - 1774.

Pierre a fait une donation à son fils aîné pour ne pas mettre l'entreprise en difficulté. À sa mort, en 1776, Jean-François recueille la succession. C'est à cette époque que ses frères ajoutent au patronyme un nom de lieu :
- Pierre, curé à Villeneuve d'Uriage, puis à Eybens, plus tard député du clergé à l'Assemblée de Vizille (21 juillet 1788) prend le nom de Hache-Duchène ;
- Joseph, celui de Hache-Contamine ;
- Thomas, celui de Hache-Dumirail ;
- Christophe-André, le cadet, celui de Hache-Lagrange.

Jean-François a aussi le sens des affaires et diversifie sa production et fait preuve de sa capacité d'assemblier. Il vend des accessoires de décoration (bois, métal, cuir, textile) et des petits objets domestiques. C'est la période aussi des tables-consoles à la grecque, richement décorées, et pour lesquelles il s'associe avec le sculpteur sur bois François Bassy. Pour supprimer les intermédiaires, il prend en 1776, avec son beau-frère Marc Paturel une concession sur l'exploitation des mines et des forêts en Oisans, mais cette initiative se révélera ruineuse. En 1787, il réalise les parquets du salon de l'hôtel de Lesdiguières à Grenoble.
Il se retire en 1788, laissant l'atelier à son frère Christophe-André, pour se consacrer exclusivement au projet immobilier de regroupement de ses ateliers sur l'enclos des Bénédictins en plein centre-ville, opération qu'il monte avec son neveu Roch Vincent. Durant la Révolution, la confiscation des biens du clergé et des conflits de voisinage entraînent des litiges et des procès. Jean-François est officier municipal de 1791 à 1793 dans les municipalités de Prunelle de Lière, puis de Barral. Mais, devant sa fortune due aux commandes des aristocrates et accusé de prévarication dans l'affaire du Clos des Bénédictins, il est considéré comme suspect et emprisonné avec son neveu du 31 décembre 1793 au 23 août 1794. La révolution thermidorienne le sauve, mais souffrant de la goutte, il meurt le 19 août 1796.
Son frère Christophe-André poursuit le négoce pendant quelques années, puis met en vente l'atelier et le fonds des meubles le 13 mai 1801. Il meurt le 21 juin 1831.